# Pirofosfato de isopentenilo
O pirofosfato de isopentenilo é um intermediário na via do mevalonato, usada pelos organismo para a biossíntese de terpenos e terpenóides. É formado a partir de acetil-CoA via mevalonato. Pode depois ser isomerizado em difosfato de dimetilalilo pela enzima isopentenilo pirofosfato isomerase

Versão simplificada via de síntese de esteróides, com os intermediários: pirofosfato de isopentenilo, difosfato de dimetilalilo, pirofosfato de geranilo e esqualeno. alguns intermediários são omitidos.